# San Agustín Monte Alto
San Agustín Monte Alto är en ort i Mexiko.   Den ligger i kommunen Villa Victoria och delstaten Mexiko, i den sydöstra delen av landet, 90 km väster om huvudstaden Mexico City. San Agustín Monte Alto ligger 2 945 meter över havet och antalet invånare är 169.
Terrängen runt San Agustín Monte Alto är kuperad åt nordost, men åt sydväst är den platt. San Agustín Monte Alto ligger uppe på en höjd. Runt San Agustín Monte Alto är det ganska tätbefolkat, med 166 invånare per kvadratkilometer. Närmaste större samhälle är Amanalco de Becerra, 7,6 km söder om San Agustín Monte Alto. Trakten runt San Agustín Monte Alto består till största delen av jordbruksmark.